# Энгель, Антон Иосифович
Антон Иосифович Энгель (5 июня 1929, с. Воскресенка, Фёдоровский кантон, АССР Немцев Поволжья, РСФСР, СССР — 23 января 1986) — комбайнёр Коноваловской МТС Северо-Казахстанской области, Казахская ССР. Герой Социалистического Труда (1957). Член КПСС с 1959 года.

## Биография
Родился в 1929 году в крестьянской семье в селе Первомайское (ныне — Фёдоровский район, Саратовская область). Вскоре вместе с родителями переехал в Северо-Казахстанскую область Казахской ССР.
В 1954 году по комсомольской путёвке отправился в Казахстан на освоение целинных и залежных земель. В 1955 году окончил школу сельской механизации в Кызылжаре, после чего трудился комбайнёром на Коноваловской МТС Октябрьского района Северо-Казахстанской области.
Ежегодно перевыполнял производственный план по уборке урожая зерновых. Указом Президиума Верховного Совета СССР от 11 января 1957 года за особо выдающиеся успехи, достигнутые в работе по освоению целинных и залежных земель, и получение высокого урожая удостоен звания Героя Социалистического Труда с вручением ордена Ленина и золотой медали «Серп и Молот».
С 1962 года — главный инженер совхоза имени Карла Маркса Куйбышевского района Павлодарской области.
Жил в селе Барлыбай Краснокутского района Павлодарской области.
Погиб 23 января 1986 года в автомобильной катастрофе. Похоронен на кладбище совхоза «Спартак» Краснокутского района Павлодарской области.